# 第二主人公
第二主人公（だいにしゅじんこう、英語: deuteragonistまたはsecondary main character）は、文学においては主人公に次いで、物語の2番目に主要とされる登場人物である。 
第二主人公は、主人公または主人公を積極的に支持し続ける誰かの絶え間ない仲間として行動する立場であることが多い。 
第二主人公は、自身の葛藤や陰謀に応じて、主人公の支持と反対を切り替える場合もある。 
本項では、第三主人公についても述べる。

## 歴史
ギリシア演劇は、たった一人の俳優、主人公、そしてダンサーのコロスが始まりと言われている。劇作家アイスキュロスは第二主人公について紹介した。アリストテレスは彼の詩学で、次のように述べている。
Καὶ τό τε τῶν ὑποκριτῶν πλῆθος ἐξ ἑνὸς εἰς δύο πρῶτος Αἰσχύλος ἤγαγε καὶ τὰ τοῦ χοροῦ ἠλάττωσε καὶ τὸν λόγον πρωταγωνιστεῖν παρεσκεύασεν
Kaì tó te tôn hupokritôn plêthos ex henòs eis dúo prôtos Aiskhúlos ḗgage kaì tà toû khoroû ēláttōse kaì tòn lógon prōtagōnisteîn pareskeúasen
Thus, it was Aeschylus who first raised the number of the actors from one to two. He also curtailed the chorus and made the dialogue be the leading part.
(よって、俳優の数を最初に1人から2人に増やしたのはアイスキュロスであり、コロスを削減し、セリフを主役にたのも彼であった。)
—Aristotle、Poetics (1449a15)
アイスキュロスの努力は、登場人物間の対話と交流を最前線に持ち出し、ソフォクレスやエウリピデスのような同時代の他の劇作家が多くの象徴的な戯曲を生み出す舞台を整えていった。 

## 演劇
古代ギリシアの演劇には3人の俳優 (主人公、第二主人公、第三主人公) とコーラスしか含まれていなかったため、各俳優は複数の役を兼任することがあった。たとえば、ソポクレスの『オイディプス王』では、主役はオイディプス、第二主人公はイオカステーあり、ほとんどの演目で舞台に立っている。  
これは、イオカステーが確かに主要な役割であり、オイディプスの反対側で何度も行動し、物語の中心的な部分を占めているためである。なぜなら、イオカステーが舞台から離れているときに羊飼いとメッセンジャーが舞台にいるからである。 

## 第三主人公
第二主人公に次ぐ主要人物として、第三主人公（英語: Tritagonist、古代ギリシア語: τριταγωνιστής）の存在があげられる。古代ギリシャの演劇においてでは、劇団の3人目のメンバーであった。
キャラクターとしての第三主人公の立場には、主人公の苦しみの扇動者ないし原因がある。演劇の中で最も同情的ではないキャラクターであるにもかかわらず、第三主人公らは主人公への同情心をくすぐる状況を引き起こしている。 :451

### 第三主人公の歴史
第三主人公のパートは、以前の形式である俳優二人の体制より発祥した。 2人の俳優が主人公とその敵対者のみを演じることを許可していた場合、敵対者のパートを3人目 (第三主人公) に移動することで、2番目のアクター (第二主人公) が主人公の親友または補佐役としての役割を果たすことが可能になり、それによって、主人公に自分の感情や動機をステージ上のリスナーに説明させることで、主人公からキャラクターの深みを引き出すことができる。  :451古代ギリシャの演劇の朗読は部分的に旋律的なものであったため、第三主人公は通常、低音域の声を持つ俳優が演じていた (主人公がテノール、重奏者がバリトンであるのと比較される)。 :172キケロは『カエシリウムの神学』の中で、第三主人公(主人公よりも重要性の低い役割である) は、生まれつき主人公よりも強い場合、声を抑えなければならないことが多いと報告していた。 
この役を演じた有名な古代ギリシアの俳優には、デモステネスによって第三主人公としての才能がなかったとされた雄弁家アイスキネス、 :175そして、劇作家アイスキュロスの下で第三主人公だったミニスカスが含まれる。  :195
ギリシャの劇場のいくつかの形式では、第三主人公は左から舞台に入っており、それが伝統であった。  :404